# Janine Mächler
Janine Mächler (* 10. Dezember 2004) ist eine Schweizer Skirennfahrerin.

## Karriere
Mächler stammt aus Thalwil im Kanton Zürich und startet für den benachbarten Skiclub Hausen am Albis. Ihr internationales Renndebüt feierte sie am 10. November 2022 bei den Schweizer Meisterschaften im Slalom, wo sie den 21. Rang belegte. Bereits wenige Monate später, am 10. Januar 2023, gab Mächler beim Slalom von Flachau ihr Weltcupdebüt, wobei sie die Qualifikation für den zweiten Durchgang verpasste.
Ihr erstes internationales Grossereignis bestritt sie wenige Tage danach, bei den Juniorenweltmeisterschaften in St. Anton am Arlberg. Dort gewann sie gemeinsam mit Stefanie Grob die Goldmedaille in der erstmals ausgetragenen Alpinen Team Kombination. Zudem wurde sie hinter der Schwedin Hanna Aronsson Elfman Vizejuniorenweltmeisterin im Slalom.
An diese Erfolge konnte Mächler bei den nächsten Juniorenweltmeisterschaften im französischen Département Haute-Savoie nahtlos anschliessen. Sie gewann die Bronzemedaille in der Alpinen Team Kombination, erneut an der Seite von Stefanie Grob.
Ihre ersten Weltcuppunkte gewann Mächler am 29. Dezember 2024 beim Slalom am Semmering, als sie den 26. Platz belegte.

## Erfolge

### Weltcup
- Eine Platzierung unter den besten 30

### Juniorenweltmeisterschaften
- St. Anton 2023: 1. Team Kombination, 2. Slalom, 8. Riesenslalom, 13. Super-G, 23. Abfahrt
- Haute-Savoie 2024: 3. Team Kombination, 6. Riesenslalom, 14. Super-G, DNF Slalom

### Europacup
- 3 Platzierungen unter den besten 10

### Australian New Zealand Cup
- 3 Platzierungen unter den besten 5, davon ein Sieg

| Datum           | Ort          | Land       | Disziplin |
| --------------- | ------------ | ---------- | --------- |
| 31. August 2024 | Coronet Peak | Neuseeland | Slalom    |

### Weitere Erfolge
- 5 Siege bei FIS-Rennen